# Roland Dubillard
Roland Dubillard (2 de diciembre de 1923 – 14 de diciembre de 2011) fue un actor, escritor y dramaturgo de nacionalidad francesa. Su obra literaria incluye piezas teatrales y novelas, dos colecciones de poemas, algunos ensayos y un diario íntimo. En sus escritos coqueteaba con un sutil absurdo que, para algunos, le hicieron hermano espiritual de Eugène Ionesco y Samuel Beckett.

## Biografía
Nacido en París, Francia, desde muy joven Roland Dubillard escribió poemas (que Raymond Queneau destacó en 1945), novelas, y un cuento, Les aventures merveilleuses de Michele Ange, en 1945. Además de estudiar filosofía en La Sorbona, entró, en 1943, en la Maison des Lettres dirigida por Pierre-Aimé Touchard. En el marco del Grupo de Teatro Moderno, escribió e interpretó piezas cortas, que calificaba como sainetes, entre ellas Conjoncture y Le Miracle de Sainte Agnès. En 1944 conoció a Michèle Dumézy, que sería su mujer, y con la que tuvo dos hijos, Jérôme y Stéphane.
En 1946 Roland hizo su servicio militar en el Théâtre aux Armées, en Austria. Escribió e interpretó Il ne faut pas boire son prochain, con André Voisin (1923-1991). A su vuelta a París siguió, con Michèle, los cursos de Éducation Par le Jeu Dramatique, animado por Jean Vilar, Jacques Dufilho, el mimo Marcel Marceau y el coreógrafo Loudolf Child. 
A partir de 1947, y a petición de Jean Tardieu, que dirigía el Club d’Essai de la Radiodiffusion Française, escribió novelas radiofónicas, emisiones como L’urbanisme, Matière et mémoire, además de una serie de números escritos e interpretados con Pierre Dumayet y emitidos por François Billetdoux. Los números Grégoire et Amédée fueron creados para la radio a solicitud de Agathe Mella a partir de 1953. Escritos por Roland Dubillard, como Grégoire, y Philippe de Chérisey, como Amédée, fueron emitidos diariamente en París Inter, consiguiendo un gran éxito que dio a conocer a sus autores. Además hicieron un espectáculo de cabaret, representado en La Tomate y en el Fontaine des Quatre Saisons (actual Musée Mayol), hasta 1955. En 1976, Roland Dubillard recopiló sus sketches en un volumen, Les Diablogues. Interpretados regularmente, principalmente por François Morel y Jacques Gamblin, el espectáculo le valió a Roland Dubillard un Premio Molière en 2008. En 2010 fue representado por vez primera por dos actrices, Muriel Robin y Annie Grégorio.
Siguiendo con su obra literaria, en 1949 escribió una primera versión de Où boivent les vaches. Al mismo tiempo compuso Les Campements y dos ensayos: Confessions d’un fumeur de tabac français (1950) y Méditation sur la difficulté d’être en bronze (1951). En 1952 escribió Si Camille me voyait, una opereta sin música, creada para la radio y emitida por Yves Le Gall. Esta pieza fue representada en el Teatro Babylone en mayo de 1953, y en el mismo año redactó Naïves Hirondelles, obra representada en 1961 en el Teatro de Poche por Arlette Reinerg. A partir de 1962, Roland Dubillard escribió numerosas obras teatrales, entre ellas Le jardin aux betteraves y Les Crabes. 
Dubillard fue también actor cinematográfico. Actuó en filmes como Le Témoin y Les Compagnons de la marguerite, de Jean-Pierre Mocky y, sobre todo, en La Grande Lessive (!), también de Mocky. Junto a Bourvil y Francis Blanche formaron un trío a la vez poético y lleno de humor. En 1972 interpretó un destacado papel dramático en Quelque part quelqu'un, primer largometraje de Yannick Bellon, por el cual recibió el Gran Premio de interpretación masculina francesa de la Academia de cine « Étoiles de cristal » en 1973. Tras dicha cinta siguieron Les vécés étaient fermés de l'intérieur (1976), de Patrice Leconte, y Polar, de Jacques Bral, en la que actuaba Jean-François Balmer. 
En 1987 se interrumpió su obra creativa al sufrir un accidente cerebrovascular que le produjo una hemiplejia. Roland Dubillard falleció en Vert-le-Grand, Francia, en 2011.
En 1975 se había casado con la actriz alemana Maria Machado, que trabajó con él en varias obras teatrales. Su hija Ariane, nacida en 1956 de su unión con Nicole Ladmiral, es actriz y cantante.

## Premios
- 1973 : Premio de interpretación masculina francesa, Academia de cine « Étoiles de cristal » 1973 por Quelque part quelqu'un, de Yannick Bellon
- 1979 : Gran Premio Nacional de Teatro
- 1995 : Gran premio del teatro de la Academia Francesa
- Grand Prix des poètes 2006
- Premio Molière de 2008 por Les Diablogues

## Obra literaria

### Poesía
- Je dirai que je suis tombé (1966), Gallimard, 1966, 1p. Coll. "Blanche". En Je dirai que je suis tombé, La Boîte à outils. Gallimard, 2003, 327 p. Coll. "Blanche"
- La Boîte à outils (1985), Décines : l'Arbalète, 1985, 285 p. En Je dirai que je suis tombé, La Boîte à outils. Gallimard, 2003, 327 p. Coll. "Blanche"

### Novela
- Négligence (novela). Revista La Française
- Olga ma vache (novela, 1974). Olga ma vache, suivi des Campements et des Confessions d'un fumeur, Gallimard, 1974, 176 p. Coll. "Blanche". Gallimard, 1993. Coll. "L'Imaginaire", número 297.
- Campements (novela, 1974). Olga ma vache, suivi des Campements et des Confessions d'un fumeur, Gallimard, 1974, 176 p. Coll. "Blanche". Gallimard, 1993. Coll. "L'Imaginaire" número 297.
- Madame fait ce qu'elle dit ou machine d'un jardin (2008), Coll. "Blanche". Gallimard.

### Ensayos
- Confessions d’un fumeur de tabac français (1974). Olga ma vache, suivi des Campements et des Confessions d'un fumeur, Gallimard, 1974, 176 p. Coll. "Blanche". Gallimard, 1993. Col. "L'Imaginaire" número 297. Gallimard, 2003, 107 p. Col. "Folio 2 euros" número 3965
- Méditation sur la difficulté d’être en bronze (1972)
- Carnets en marge (diario íntimo, 1998)

### Emisiones radiofónicas (1947/1951)
- L’urbanisme
- L’indicible objet
- Le micro savant
- Les extrêmes se touchent
  - Musique et langage
- Matière et mémoire

### Piezas de teatro
- Si Camille me voyait… (1953), Mercure de France, 1997, 90 p. Éd. Régine Detambel. Si Camille me voyait…, Les Crabes ou les hôtes et les hôtes. Éditions Gallimard, 1971, 108 p. Col. Le Manteau d'Arlequin. Gallimard, 2004, 98 p. Col. Le Manteau d'Arlequin. Gallimard jeunesse, 2005, 166 p. Col. Folio junior théâtre número 1361/21.
- Les Crabes ou les hôtes et les hôtes. Si Camille me voyait…, Les Crabes ou les hôtes et les hôtes, Gallimard, 1971, 108 p., col. Le Manteau d'Arlequin. Si Camille me voyait…, Les Crabes ou les hôtes et les hôtes. Gallimard, 2004, 98 p. Col. Le Manteau d'Arlequin. Si Camille me voyait…, Les Crabes ou les hôtes et les hôtes. Gallimard jeunesse, 2005, 166 p., col. Folio junior théâtre número 1361/21.
- Naïves hirondelles (1961), Gallimard, 1962, 220 p., col. Blanche. Gallimard, 2004, 264 p. Col. Folio théâtre número 87.
- La Maison d'os (1962), Gallimard, 1966, 176 p. Col. Blanche
- Le Jardin aux betteraves (1969), Gallimard, 1969, 128 p., col. Le Manteau d'Arlequin. Gallimard, 2002, 119 p., col. Le Manteau d'Arlequin
- Où boivent les vaches (1973), Gallimard, 1973, ?? p., col. Le Manteau d'Arlequin
- Les Diablogues et autres inventions à deux voix (1975), Décines : M. Barbezat, 1976, 326 p. Décines : L'Arbalète, 1984, 321 p. París : L'Arbalète, 1991, 321 p. Gallimard, 1998, 363 p. Col. "Blanche". Gallimard, 1998, 363 p., col. Folio número 3177
- Les Nouveaux diablogues, L'Arbalète, 1998, 232 p. Gallimard, 1998, 286 p., col. "Folio" número 3176
- Le Bain de vapeur (1977)
- Les Chiens de conserve (1978), Bron : Centre d'études et de recherches théâtrales et cinématographiques, 1986. Número especial de Organon.
- Chiens sous la minuterie (1986)
- Il ne faut pas boire son prochain : fantaisie monstrueuse en quatre tableaux (1997), Gallimard, 1998, 124 p., col. Le Manteau d'Arlequin
- Le Gobe-douille et autres diablogues, Gallimard jeunesse, 2000, 165 p., col. Folio junior théâtre número 1101/6.
- Dialogue puéril / Roland Dubillard ; ill., Lisa Mandel. [Morsang-sur-Orge] : Lire c'est partir, 2002, 31 p.
- Madame fait ce qu'elle dit, Gallimard, 2008.

## Teatro

### Actor
- 1951 : Treize pièces à louer, escenografía de Michel de Ré, Teatro du Quartier Latin
- 1953 : Si Camille me voyait, de Roland Dubillard, escenografía de Jean-Marie Serreau, Teatro de Babylone
- 1961 : Naïves Hirondelles, de Roland Dubillard, escenografía de Arlette Reinerg, Teatro de Poche Montparnasse
- 1962 : La Maison d'os, de Roland Dubillard, escenografía de Arlette Reinerg, Teatro de Lutèce
- 1969 : Le Jardin aux betteraves, escenografía de Roland Dubillard, Teatro de Lutèce
- 1970 : Massacrons Vivaldi, de David Mercer, escenografía de Andréas Voutsinas, Teatro del Épée de Bois
- 1971 : Haggerty, où es-tu ?, de David Mercer, escenografía de André Barsacq, Teatro de l'Atelier
- 1972. Où boivent les vaches, escenografía de Roger Blin, Teatro Récamier
- 1975 : Les Diablogues, de Roland Dubillard, escenografía de Jean Chouquet, Teatro de la Michodière
- 1976 : Les Diablogues, de Roland Dubillard, escenografía de Jean Chouquet, Teatro des Célestins
- 1977 : Le Bain de vapeur
- 1986 : Chiens sous la minuterie
- 1997 : Il ne faut pas boire son prochain

### Director
- 1961 : Une sainte, de Julia Chamorel, Teatro de Poche Montparnasse

## Filmografía

### Cine
| - 1946 : Ouvert pour cause d'inventaire, de Alain Resnais - 1951 : Trois femmes, de André Michel - 1963 : À cause, à cause d'une femme, de Michel Deville - 1967 : Les Compagnons de la marguerite, de Jean-Pierre Mocky - 1968 : La Grande Lessive (!), de Jean-Pierre Mocky - 1970 : Promise at Dawn, de Jules Dassin - 1970 : M comme Mathieu, de Jean-François Adam - 1970 : La Décharge / La Ville bidon, de Jacques Baratier - 1972 : Quelque part quelqu'un, de Yannick Bellon - 1972 : Elle court, elle court la banlieue, de Gérard Pirès - 1973 : Ursule et Grelu, de Serge Korber - 1973 : France société anonyme, de Alain Corneau - 1973 : Un ange au Paradis, de Jean-Pierre Blanc - 1974 : Sérieux comme le plaisir, de Robert Benayoun - 1974 : Le Mâle du siècle, de Claude Berri - 1974 : Aloïse, de Liliane de Kermadec - 1974 : Lily quiéreme (Lily aime-moi), de Maurice Dugowson | - 1975 : Peur sur la ville, de Henri Verneuil - 1975 : Les vécés étaient fermés de l'intérieur, de Patrice Leconte - 1978 : Le Témoin, de Jean-Pierre Mocky - 1979 : Ciao, les mecs, de Sergio Gobbi - 1980 : Cherchez l'erreur, de Serge Korber - 1982 : La Belle Captive, de Alain Robbe-Grillet - 1983 : Polar, de Jacques Bral - 1983 : Debout les crabes, la mer monte !, de Jean-Jacques Grand-Jouan - 1984 : L'Amour braque, de Andrzej Żuławski - 1985 : Lien de parenté, de Willy Rameau - 1985 : Paulette, la pauvre petite milliardaire, de Claude Confortès - 1986 : Charlotte for Ever, de Serge Gainsbourg - 1987 : Poisons, de Pierre Maillard - 2005 : Lucifer et moi, de Jean-Jacques Grand-Jouan |

### Cortometrajes
- 1946 : L'alcool tue, de Alain Resnais
- 1974 : L'Écho d'Alger, de Frank Cassenti
- 1982 : La Fonte de Barlaeus, de Pierre-Henry Salfati
- 1982 : L'Envers du décor, de Marc Guiet

### Guionista
- 1946 : L'alcool tue, de Alain Resnais
- 1948 : Les Jardins de Paris, de Alain Resnais
- 1951 : L'Affaire Manet, de Jean Aurel

### Televisión
- 1970 : L'Illusion comique, de Robert Maurice

### Doblaje
- 1964 : Les Temps morts, de René Laloux
- 1964 : Statues, de  François Weyergans
- 1983 : Un bruit qui court, de Jean-Pierre Sentier y Daniel Laloux